# Nuño Gómez (kommunhuvudort)
Nuño Gómez är en kommunhuvudort i Spanien.   Den ligger i provinsen Toledo och regionen Kastilien-La Mancha, i den centrala delen av landet, 80 km väster om huvudstaden Madrid. Nuño Gómez ligger 472 meter över havet och antalet invånare är 204.
Terrängen runt Nuño Gómez är kuperad åt nordväst, men åt sydost är den platt. Runt Nuño Gómez är det glesbefolkat, med 18 invånare per kvadratkilometer. Närmaste större samhälle är Sotillo de la Adrada, 19,9 km norr om Nuño Gómez. Trakten runt Nuño Gómez består till största delen av jordbruksmark.